# Solaris Urbino 18
Solaris Urbino 18 – niskopodłogowy autobus przegubowy klasy mega z rodziny Solaris Urbino przeznaczony dla komunikacji miejskiej, produkowany przez polskie przedsiębiorstwo Solaris Bus & Coach S.A. w Bolechowie-Osiedlu koło Poznania. Jest drugim (po Urbino 12) najliczniej sprzedanym modelem marki Solaris.
W trakcie produkcji, wraz z potrzebami klientów oraz postępem techniki, udoskonalano konstrukcję autobusów. W 2002 r. zaprezentowano II generację, która została zastąpiona w 2004 r. przez III odsłonę modelu. W 2014 r. zaprezentowano IV generację Urbino 18, która w 2015 r. weszła do seryjnej produkcji. Do 2018 r. równolegle produkowano również III generację.
Obok modelu podstawowego zasilanego silnikami wysokoprężnymi spełniającymi normę emisji spalin Euro 6, produkowane są wersje: Urbino 18 CNG z napędem na gaz CNG, hybrydowy Urbino 18 Hybrid (pierwszy na świecie autobus hybrydowy w produkcji seryjnej), w pełni elektryczny Urbino 18 electric oraz trolejbus Trollino 18. Ze względu na różne wymagania odbiorców modyfikowano konstrukcję nadwozia autobusu. W efekcie powstały modele: niskowejściowy Urbino 18 LE CNG, przedłużony o 0,75 m Urbino 18,75 oraz przeznaczone głównie dla systemów bus rapid transit modele w konfiguracji MetroStyle.

## Historia

### Neoplan Polska

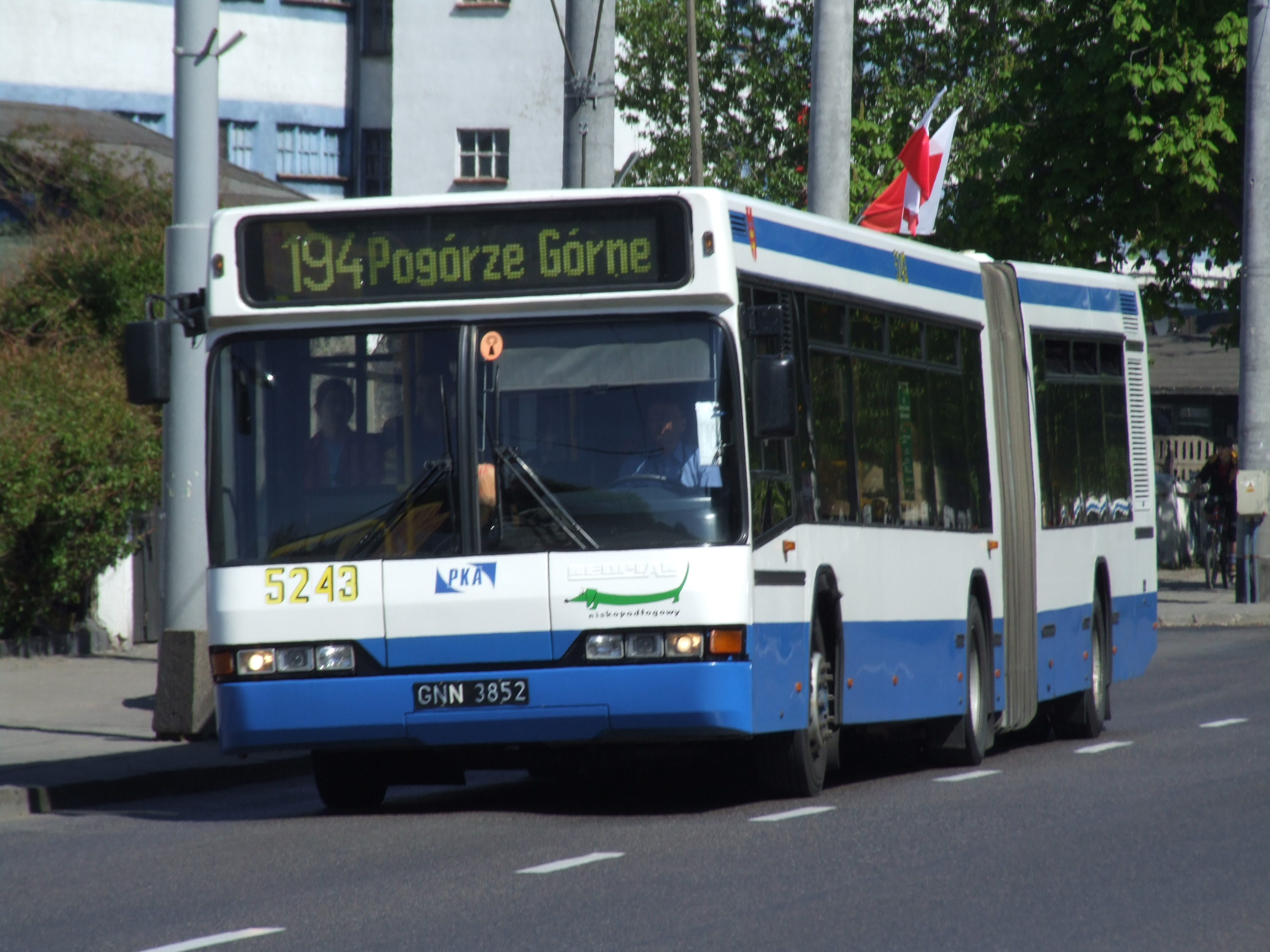
Neoplan N4021

W 1994 r. Krzysztof Olszewski otworzył w Polsce przedstawicielstwo handlowe niemieckiego przedsiębiorstwa produkującego autobusy Neoplan – Neoplan Polska. Jeszcze w tym samym roku MZA Warszawa zamówiły pierwsze niskopodłogowe Neoplany N4020 o długości 15 m. Wkrótce przedsiębiorstwo pozyskało także zamówienie na 72 niskopodłogowe autobusy miejskie dla MPK Poznań, w związku z czym została podjęta decyzja o budowie w podpoznańskim Bolechowie-Osiedlu fabryki autobusów.
W latach 1996–2000 Neoplan Polska montował autobusy Neoplan serii 4000, a od 1998 r. także 18-metrowy przegubowy model Neoplan N4021. W latach 1998–1999 zakład wyprodukował 22 pojazdy tego typu, które stały się później pierwowzorem Urbino 18. Pozostałe przegubowe neoplany w polskich przedsiębiorstwach transportowych pochodziły z importu, najczęściej były to pojazdy używane.
W 1999 r. przedsiębiorstwo, jeszcze jako Neoplan Polska, zaczęło niezależnie produkować autobusy pod marką Solaris. Podczas Międzynarodowych Targów Poznańskich w 1999 r. zaprezentowano pierwszy model z rodziny Urbino – 12-metrowy Solaris Urbino 12. W tym samym roku rodzinę autobusów miejskich uzupełniły dłuższe modele klasy mega – trójosiowy Urbino 15 i przegubowy Urbino 18. W 2001 roku Neoplan został przejęty przez MAN-a, jednakże Neoplan Polska został odrębną spółką Solaris Bus & Coach S.A., która zachowała tradycję i majątek – w tym modele autobusów – polskiego oddziału Neoplana.

### I generacja (1999–2002)
Solaris Urbino 18 pierwszej generacji produkowano od drugiej połowy 1999 r. Model ten były uzupełnieniem oferty Solarisa o przegubowy, 18-metrowy autobus. Pierwszy seryjny pojazd trafił do PKA Gdynia w 1999, był to również jedyny nowy przegubowy niskopodłogowy autobus kupiony w 1999 przez przedsiębiorstwa komunikacyjne w Polsce. Autobusy Urbino 18 I generacji wykorzystywały wiele rozwiązań konstrukcyjnych z krótszych modeli z rodziny Urbino. Konstrukcja bazuje na nadwoziu samonośnym. W procesie projektowania zastosowano najnowsze techniki komputerowe w programach typu CAD oraz programów do obliczeń wytrzymałości materiałowej, co było dużą nowością na tamte czasy. Szkielet miał kształt kratownicy, dzięki czemu uzyskano dużą wytrzymałość przy stosunkowo lekkiej konstrukcji. Zastosowano silniki wysokoprężne produkcji firm MAN lub DAF w tzw. zabudowie „wieżowej”. Skrzynie biegów dostarczały firmy ZF i Voith. Uwagę przyciągał także nowoczesny design autobusów z rodziny Urbino.
We wnętrzu bazowano na układzie znanym z modeli Neoplan, niemniej jednak dla każdego odbiorcy jest ono aranżowane w nieco inny sposób, stosownie do wymagań. Wejście na pokład umożliwiały trzy lub cztery pary drzwi w układzie 2-2-2-0 lub 2-2-2-2. W drugich drzwiach zamontowano platformę dla wózków inwalidzkich, a naprzeciwko nich platformę dla niepełnosprawnych. Charakterystyczną cechą I generacji są poręcze lakierowane lakierem bezbarwnym zamiast żółtej farby. Projektując rozkład siedzeń oraz kabinę kierowcy, projektanci kierowali się zasadami ergonomii i badaniami nad układem ludzkiego ciała w różnych pozycjach. Dzięki przymocowaniu siedzeń do ściany bocznej ułatwiono codzienne sprzątanie wnętrza. W późniejszym czasie wprowadzono także kilka poprawek technicznych w odpowiedzi na niedoskonałości, które pojawiły się w trakcie eksploatacji u klientów, m.in. przeniesiono zbiornik paliwa ku tyłowi autobusu, czy też oparto instalację elektryczną na szynie CAN.
Początkowo 18-metrowe autobusy nie cieszyły się dużym zainteresowaniem ze strony nabywców ze względu na większą promocję modelu Urbino 15, spadającą liczbę pasażerów komunikacji miejskiej w Polsce oraz konieczność wymiany dużej liczby autobusów przy stosunkowo niewielkich środkach finansowych. Powodowało to, że firmy komunikacyjne wolały tańsze pojazdy 15-metrowe o mniejszej pojemności. Rynek autobusów 15-metrowych nasycił się na przełomie wieków, co spowodowało w późniejszym czasie wzrost popytu na pojazdy przegubowe. W sumie do 2002 r. Solaris sprzedał polskim miastom 12 sztuk Solarisów Urbino 18 I generacji. Pojazdy przegubowe były także sprzedawane odbiorcom zagranicznym. Autobusy Solaris Urbino 18 I generacji zakupiło m.in. przedsiębiorstwo Rīgas Satiksme z Rygi (57 sztuk).

### II generacja (2002–2005)
Od 2002 r. produkowano nową, drugą generację modelu Urbino 18. Generacja ta była jednak jedynie rozwiązaniem przejściowym pomiędzy I a planowaną III generacją. Zastosowano kilka udoskonaleń technicznych, lekko zmieniono wzornictwo autobusów. Zmniejszono wysokość wejścia z 360 do 320 mm w pierwszych, drugich i trzecich drzwiach. Zastosowano innowacyjne systemy hamulcowe Wabco. Wprowadzono także silniki zgodne z normą emisji spalin Euro 3 dla wszystkich nowych pojazdów. Autobusy Solaris Urbino 18 II generacji dostarczono m.in. do Gdańska, Białegostoku i Poznania, a za granicą także m.in. do Drezna. Od 2002 r. na podstawie nadwozia Solarisa Urbino 18 II generacji w Bolechowie jest budowany również trolejbus Solaris Trollino 18.
 

### III generacja (2005–2018)
W 2005 r. Solaris wyprodukował i pokazał pierwsze egzemplarze nowej, trzeciej generacji modelu Solaris Urbino 18. W tym przypadku wprowadzono większą liczbę zmian, zarówno stylistycznych, jak i konstrukcyjnych, w stosunku do poprzednich odsłon. W pokazowym egzemplarzu zastosowano silnik Diesla marki DAF typu PE 228 w połączeniu z automatyczną skrzynią biegów Voith D864.3E. W późniejszych latach stopniowo modernizowano jednostki napędowe w autobusach Urbino 18 na bardziej ekonomiczne i przyjazne środowisku. Stosowano jednostki napędowe producentów DAF, Cummins oraz Iveco. W III generacji Urbino 18 zmieniono układ wnętrza autobusu, dzięki czemu uzyskano większą liczbę miejsc siedzących dostępnych z niskiej podłogi. Mocno zmieniono także stylistykę pojazdu.
Od 2004 r. produkowane są autobusy z silnikami spełniającymi normę emisji spalin Euro 4, natomiast w 2006 r., na podstawie rozwiązań technicznych przedsiębiorstwa DAF, zaprezentowano pierwszy autobus z napędem spełniającym normę Euro 5 EEV, dzięki zastosowaniu filtra cząstek stałych. W 2013 r. firma wyprodukowała pierwszy autobus z jednostką napędową DAF zgodną z normą Euro 6.
Na bazie III generacji Urbino 18 powstało wiele modeli pochodnych Solarisa. Oprócz produkowanego dotychczas trolejbusu Trollino 18, wprowadzono modele Urbino 18 Hybrid (w 2006 r.), Urbino 18 CNG (w 2006 r.), Urbino 18 LE CNG (w 2007 r.), przedłużona wersja Urbino 18,75 (w 2013 r.), a także Urbino 18 electric (w 2013 r.).
Pomimo wprowadzenia w 2015 r. do seryjnej produkcji nowej, IV generacji Urbino 18, przez pewien czas produkowano III generację. Na początku 2018 r. przekazano odbiorcom ostatnie autobusy Solaris Urbino 18 poprzedniej generacji.

### IV generacja (od 2015)
Premiera IV generacji Urbino 18 miała miejsce 24 września 2014 r. podczas targów IAA Nutzfahrzeuge w Hanowerze, natomiast polska premiera nastąpiła w listopadzie w trakcie Transexpo w Kielcach. Nowe autobusy cechują się trwalszą, lżejszą oraz bardziej dopracowaną konstrukcją, zarówno pod względem technicznym, jak i stylistycznym. Zredukowano poziom hałasu oraz natężenie wibracji w pojeździe. Jako jednostkę napędową używane są silniki DAF MX-11 o mocy 240 lub 271 kW spełniające normę emisji spalin Euro 6. Stosowana jest skrzynia biegów ZF Ecolife lub Voith Diwa 6. W autobusach zamontowano również system kontroli trakcji (ASR) oraz ESP, dzięki czemu poprawiono bezpieczeństwo na zakrętach. Przeniesiono zbiornik paliwa o pojemności 360 l nad koła osi wleczonej. Zwiększona została liczba siedzeń dostępnych z niskiej podłogi do 24 (wraz z pozostałymi ponad 40). Cały pojazd został oświetlony w technologii LED, zastosowano tzw. „światło pośrednie”, które ułatwia kierowcy jazdę po zmierzchu. Autobus stał się stabilniejszy dzięki obniżeniu pojazdu o 50 mm (z zachowaniem tej samej wysokości wnętrza pojazdu). Zaszło wiele zmian stylistycznych. Wejście na pokład jest możliwe dzięki drzwiom w układzie 2-2-2-2, 2-2-2-0, 1-2-2-2 lub 1-2-2-0. Szerokość drzwi w nowym Urbino to 1250 mm, jednak w opcji producent oferuje drzwi o szerokości 1350 mm. Wysokość drzwi wynosi od 1970 do 2000 mm. W nowych modelach autobusy można wyposażyć w następujące pulpity: dotykowy pulpit znany z wersji Electric oraz tramwaju Solaris Tramino, nowy pulpit VDO Siemens lub standardowy pulpit Solarisa (MOKI) w odświeżonej wersji.
Seryjna produkcja pojazdów nowej generacji ruszyła w styczniu 2015 roku. Pierwszym odbiorcą nowego Urbino 18 była firma Bogestra z niemieckiego Bochum, natomiast w Polsce pierwszy egzemplarz IV generacji Urbino 18 trafił do KM Płock.

## Konstrukcja i dane techniczne
|                                    |                  | III generacja Euro 6                                                                                   | III generacja Euro 6                                                                                   | III generacja Euro 6                                                                                   | III generacja Euro 6                                                                                   | III generacja Euro 6 | III generacja Euro 6                                                                                   | III generacja Euro 6 | IV generacja | IV generacja | IV generacja | IV generacja | IV generacja | IV generacja |
|                                    |                  | Urbino 18                                                                                              | Urbino 18,75                                                                                           | Urbino 18 CNG                                                                                          | Urbino 18 LE CNG                                                                                       | Urbino 18 Hybrid | Urbino 18 electric                                                                                     | Trollino 18 | Urbino 18 | Urbino 18 CNG | Urbino 18 Hybrid | Urbino 18 electric | Urbino 18 hydrogen | Trollino 18 |
| DANE PODSTAWOWE:                   | DANE PODSTAWOWE: | DANE PODSTAWOWE:                                                                                       | DANE PODSTAWOWE:                                                                                       | DANE PODSTAWOWE:                                                                                       | DANE PODSTAWOWE:                                                                                       | DANE PODSTAWOWE: | DANE PODSTAWOWE:                                                                                       | DANE PODSTAWOWE: | DANE PODSTAWOWE: | DANE PODSTAWOWE: | DANE PODSTAWOWE: | DANE PODSTAWOWE: | DANE PODSTAWOWE: | DANE PODSTAWOWE: |
| ---------------------------------- | ---------------- | --- | --- | --- | --- | --- | --- | --- | --- | --- | --- | --- | --- | --- |
| Długość                            | [mm]             | 18 000                                                                                                 | 18 750                                                                                                 | 18 000                                                                                                 | 18 000                                                                                                 | 18 000 | 18 000                                                                                                 | 18 000 | 18 000 | 18 000 | 18 000 | 18 000 | 18 000 | 18 000 |
| Wysokość                           | [mm]             | 2850                                                                                                   | 2850                                                                                                   | 3400                                                                                                   | 3350                                                                                                   | 3250–3480 | 3300                                                                                                   | 3490 | 3090 | 3300 | 3100 | 3300 | 3300 | 3450 |
| Szerokość                          | [mm]             | 2550                                                                                                   | 2550                                                                                                   | 2550                                                                                                   | 2550                                                                                                   | 2550 | 2550                                                                                                   | 2550 | 2550 | 2550 | 2550 | 2550 | 2550 | 2550 |
| Rozstaw osi A-B                    | [mm]             | 5130                                                                                                   | 5880                                                                                                   | 5130                                                                                                   | 5130                                                                                                   | 5130 | 5130                                                                                                   | 5130 | 5900 | 5900 | 5900 | 5900 | 5900 | 5900 |
| Rozstaw osi B-C                    | [mm]             | 6770                                                                                                   | 6770                                                                                                   | 6770                                                                                                   | 6770                                                                                                   | 6770 | 6770                                                                                                   | 6770 | 6000 | 6000 | 6000 | 6000 | 6000 | 6000 |
| Zwis przedni/tylny                 | [mm]             | 2700/3400                                                                                              | 2700/3400                                                                                              | 2700/3400                                                                                              | 2700/3400                                                                                              | 2700/3400 | 2700/3400                                                                                              | 2700/3400 | 2700/3400 | 2700/3400 | 2700/3400 | 2700/3400 | 2700/3400 | 2700/3400 |
| Kąt natarcia/zejścia               | [°]              | 7/7 | 7/7 | 7/7 | 7/7 | 7/7 | 7/7 | 7/7 | 7/7 | 7/7 | 7/7 | 7/7 | 7/7 | 7/7 |
| Średnica zawracania                | [m]              | ~23 | ~24 | ~23 | ~23 | ~23 | ~23 | ~23 | ~23 | ~23 | ~23 | ~23 | ~23 | ~23 |
| Dopuszczalna masa całkowita        | [kg]             | 28 000                                                                                                 | 28 000                                                                                                 | 28 000                                                                                                 | 28 000                                                                                                 | 28 000 | 28 000                                                                                                 | 28 000 | 28 000 | 28 000 | 28 000 | 28 000 | 28 000 | 28 000 |
| UKŁAD NAPĘDOWY:                    |                  | | | | | | | | | | | | | |
| Silnik                             |                  | 1) DAF MX-11 240 (240 kW) 2) DAF MX-11 271 (271 kW)                                                    | DAF MX-11 271 (271 kW)                                                                                 | Cummins ISLG8.9E6 320 (239 kW)                                                                         | Cummins ISLG8.9E6 320 (239 kW)                                                                         | Opis napędu hybrydowego: patrz tabela w sekcji Solaris Urbino 18 Hybrid                                                                                       | 4-polowy centralny silnik asynchroniczny (240 kW)                                                      | 1) CEGELEC TV Europulse, silnik asynchroniczny 250 kW 6-polowy 2) CEGELEC TV Europulse, napęd na 2 osie, 2 silniki asynchroniczne 160 kW lub 175 kW 4-polowe 3) Medcom ANT 240-600, silnik asynchroniczny 240 kW 6-polowy 4) Škoda BlueDrive, silnik asynchroniczny 250 kW 6-polowy 5) Škoda BlueDrive, napęd na 2 osie, 2 silniki asynchroniczne 160 kW 4-polowe | 1) DAF MX-11 240 (240 kW) 2) DAF MX-11 271 (271 kW) | 1) Cummins ISLG 8.9 E6 320 (239 kW) 2) Cummins ISLG 6C 320 (239 kW)                                                     | Opis napędu hybrydowego: patrz tabela w sekcji Solaris Urbino 18 Hybrid                                                 | 4-polowy centralny silnik asynchroniczny (240 kW) | silnik trakcyjny TSA TMF35-44-4 240kW | 1) MEDCOM ANT 250-600 silnik asynchroniczny 250 kW 6-polowy 2) Škoda BlueDrive silnik asynchroniczny 250 kW 6-polowy 3) Škoda BlueDrive napęd na 2 osie: 2 silniki asynchroniczne 160 kW 4-polowe |
| Skrzynia biegów                    |                  | 1) Voith DIWA 6 2) ZF Ecolife                                                                          | 1) Voith DIWA 6 2) ZF Ecolife                                                                          | 1) Voith DIWA 6 2) ZF Ecolife                                                                          | 1) Voith DIWA 6 2) ZF Ecolife                                                                          | Opis napędu hybrydowego: patrz tabela w sekcji Solaris Urbino 18 Hybrid                                                                                       | - | - | 1) ZF Ecolife 2) Voith DIWA 6 | 1) ZF Ecolife 2) Voith DIWA 6                                                                                           | Opis napędu hybrydowego: patrz tabela w sekcji Solaris Urbino 18 Hybrid                                                 | - | - | - |
| Zbiornik paliwa                    | [l]              | 350 | 350 | 8 × 214 = 1712; 9 × 214 = 1926                                                                         | 8 × 214 = 1712                                                                                         | 250 lub 350 | - | - | 360 | 5 × 315 = 1575; 5 × 340 =1700; 5 × 375 = 1875                                                                           | 360 | - | 5 x 312;3 x 190 | - |
| Zbiornik AdBlue                    | [l]              | 50 | 50 | - | - | 40 | - | - | 50 | - | 40 | - | | - |
| PODWOZIE:                          |                  | | | | | | | | | | | | | |
| Oś przednia                        |                  | 1) ZF RL 75 EC (oś niezależna); 2) ZF EL 85 A (oś stała)                                               | 1) ZF RL 75 EC (oś niezależna); 2) ZF EL 85 A (oś stała)                                               | 1) ZF RL 75 EC (oś niezależna); 2) ZF EL 85 A (oś stała)                                               | 1) ZF RL 75 EC (oś niezależna); 2) ZF EL 85 A (oś stała)                                               | 1) ZF RL 75 EC (oś niezależna); 2) ZF EL 85 A (oś stała) | 1) ZF RL 75 EC (oś niezależna); 2) ZF EL 85 A (oś stała)                                               | 1) ZF RL 75 EC (oś niezależna); 2) ZF EL 85 A (oś stała) | 1) ZF RL 82 EC (oś niezależna); 2) ZF EL 85 A (oś stała) | 1) ZF RL 82 EC (oś niezależna); 2) ZF EL 85 A (oś stała)                                                                | 1) ZF RL 82 EC (oś niezależna); 2) ZF EL 85 A (oś stała)                                                                | 1) ZF RL 82 EC (oś niezależna); 2) ZF EL 85 A (oś stała)                                                                                                   | 1) ZF RL 82 EC (oś niezależna); 2) ZF EL 85 A (oś stała)                                                                                                   | 1) ZF RL 82 EC (oś niezależna); 2) ZF EL 85 A (oś stała) |
| Oś środkowa                        |                  | ZF AVN 132                                                                                             | ZF AVN 132                                                                                             | ZF AVN 132                                                                                             | ZF AVN 132                                                                                             | ZF AVN 132 | ZF AVN 132                                                                                             | ZF AVN 132 | ZF AVN 132 | ZF AVN 132 | ZF AVN 132 | ZF AVN 132 | ZF AVN 132 | ZF AVN 132 |
| Oś napędowa                        |                  | ZF AV 132                                                                                              | ZF AV 132                                                                                              | ZF AV 132                                                                                              | ZF AV 132                                                                                              | ZF AV 132 | ZF AV 132                                                                                              | ZF AV 132 | ZF AV 133 | ZF AV 133 | ZF AV 133 | ZF AV 133 | ZF AV 133 | ZF AV 133 |
| Układ centralnego smarowania       |                  | 1) Centralny punkt smarowania w podwoziu (smar stały); 2) Vogel KFBS1 z autodiagnozą (smar półpłynny)  | 1) Centralny punkt smarowania w podwoziu (smar stały); 2) Vogel KFBS1 z autodiagnozą (smar półpłynny)  | 1) Centralny punkt smarowania w podwoziu (smar stały); 2) Vogel KFBS1 z autodiagnozą (smar półpłynny)  | 1) Centralny punkt smarowania w podwoziu (smar stały); 2) Vogel KFBS1 z autodiagnozą (smar półpłynny)  | 1) Centralny punkt smarowania w podwoziu (smar stały); 2) Vogel KFBS1 z autodiagnozą (smar półpłynny)                                                         | 1) Centralny punkt smarowania w podwoziu (smar stały); 2) Vogel KFBS1 z autodiagnozą (smar półpłynny)  | 1) Centralny punkt smarowania w podwoziu (smar stały); 2) Vogel KFBS1 z autodiagnozą (smar półpłynny) | 1) Centralny punkt smarowania w podwoziu (smar stały); 2) Układ smarowania z autodiagnozą (smar półpłynny) 3) Układ smarowania z autodiagnozą (smar stały) ze smarowaniem przegubu | 1) Centralny punkt smarowania w podwoziu (smar stały); 2) Układ smarowania z autodiagnozą (smar półpłynny)              | 1) Centralny punkt smarowania w podwoziu (smar stały); 2) Układ smarowania z autodiagnozą (smar półpłynny)              | 1) Centralny punkt smarowania w podwoziu (smar stały); 2) Układ smarowania z autodiagnozą (smar półpłynny)                                                 | 1) Centralny punkt smarowania w podwoziu (smar stały); 2) Układ smarowania z autodiagnozą (smar półpłynny)                                                 | 1) Centralny punkt smarowania w podwoziu (smar stały); 2) Układ smarowania z autodiagnozą (smar półpłynny)                                                                                        |
| Układ kierowniczy                  |                  | ZF Servocom 8098                                                                                       | ZF Servocom 8098                                                                                       | ZF Servocom 8098                                                                                       | ZF Servocom 8098                                                                                       | ZF Servocom 8098 | ZF Servocom 8098                                                                                       | ZF Servocom 8098 | RB Servocom | RB Servocom | RB Servocom | RB Servocom | RB Servocom | RB Servocom |
| Układ hamulcowy                    |                  | EBS, ABS, ASR, hamulec ręczny, hamulec przystankowy, retarder skrzyni biegów                           | EBS, ABS, ASR, hamulec ręczny, hamulec przystankowy, retarder skrzyni biegów                           | EBS, ABS, ASR, hamulec ręczny, hamulec przystankowy, retarder skrzyni biegów                           | EBS, ABS, ASR, hamulec ręczny, hamulec przystankowy, retarder skrzyni biegów                           | EBS, ABS, ASR, hamulec ręczny, hamulec przystankowy; retarder skrzyni biegów lub hamulec górski lub hamulec elektrodynamiczny z odzyskiem energii z hamowania | EBS, ABS, ASR, hamulec ręczny, hamulec przystankowy                                                    | EBS, ABS, ASR, hamulec ręczny, hamulec przystankowy | EBS, ABS, ASR, hamulec ręczny, hamulec przystankowy, retarder skrzyni biegów | EBS, ABS, ASR, hamulec ręczny, hamulec przystankowy, retarder skrzyni biegów                                            | EBS, ABS, ASR, hamulec ręczny, hamulec przystankowy, hamulec elektrodynamiczny z układem odzysku energii z hamowania    | EBS, ABS, ASR, hamulec ręczny, hamulec przystankowy | EBS, ABS, ASR, hamulec ręczny, hamulec przystankowy | EBS, ABS, ASR, hamulec ręczny, hamulec przystankowy |
| Układ poziomujący                  |                  | Zawieszenie ECAS II z przyklękiem z prawej strony (ok. −70 mm)                                         | Zawieszenie ECAS II z przyklękiem z prawej strony (ok. −70 mm)                                         | Zawieszenie ECAS II z przyklękiem z prawej strony (ok. −70 mm)                                         | Zawieszenie ECAS II z przyklękiem z prawej strony (ok. −70 mm)                                         | Zawieszenie ECAS II z przyklękiem z prawej strony (ok. −70 mm)                                                                                                | Zawieszenie ECAS II z przyklękiem z prawej strony (ok. −70 mm)                                         | Zawieszenie ECAS II z przyklękiem z prawej strony (ok. −70 mm) | Zawieszenie ECAS II z przyklękiem z prawej strony (ok. −70 mm) | Zawieszenie ECAS II z przyklękiem z prawej strony (ok. −70 mm)                                                          | Zawieszenie ECAS II z przyklękiem z prawej strony (ok. −70 mm)                                                          | Zawieszenie ECAS II z przyklękiem z prawej strony (ok. −70 mm)                                                                                             | Zawieszenie ECAS II z przyklękiem z prawej strony (ok. −70 mm)                                                                                             | Zawieszenie ECAS II z przyklękiem z prawej strony (ok. −70 mm) |
| Ogumienie                          |                  | 275/70 R 22.5                                                                                          | 275/70 R 22.5                                                                                          | 275/70 R 22.5                                                                                          | 275/70 R 22.5                                                                                          | 275/70 R 22.5 | 275/70 R 22.5                                                                                          | 275/70 R 22.5 | 275/70 R 22.5 | 275/70 R 22.5 | 275/70 R 22.5 | 275/70 R 22.5 | 275/70 R 22.5 | 275/70 R 22.5 |
| NADWOZIE I WNĘTRZE:                |                  | | | | | | | | | | | | | |
| Układ drzwi                        |                  | 2-2-2-2; 1-2-2-2; 2-2-2-0; 1-2-2-0                                                                     | 2-2-2-2; 1-2-2-2; 2-2-2-0; 1-2-2-0                                                                     | 2-2-2-2; 1-2-2-2; 2-2-2-0; 1-2-2-0                                                                     | 2-2-2-0; 1-2-2-0                                                                                       | 2-2-2-2; 1-2-2-2; 2-2-2-0; 1-2-2-0 | 2-2-2-2; 1-2-2-2; 2-2-2-0; 1-2-2-0                                                                     | 2-2-2-2; 1-2-2-2; 2-2-2-0; 1-2-2-0 | 2-2-2-2; 1-2-2-2; 2-2-2-0; 1-2-2-0 | 2-2-2-2; 1-2-2-2; 2-2-2-0; 1-2-2-0                                                                                      | 2-2-2-2; 1-2-2-2; 2-2-2-0; 1-2-2-0                                                                                      | 2-2-2-2; 1-2-2-2; 2-2-2-0; 1-2-2-0 | 2-2-2-2; 1-2-2-2; 2-2-2-0; 1-2-2-0 | 2-2-2-2; 1-2-2-2; 2-2-2-0; 1-2-2-0 |
| Rampa dla wózków                   |                  | przy 2. drzwiach, odkładana ręcznie                                                                    | przy 2. drzwiach, odkładana ręcznie                                                                    | przy 2. drzwiach, odkładana ręcznie                                                                    | przy 2. drzwiach, odkładana ręcznie                                                                    | przy 2. drzwiach, odkładana ręcznie | przy 2. drzwiach, odkładana ręcznie                                                                    | przy 2. drzwiach, odkładana ręcznie | przy 2. drzwiach, odkładana ręcznie (opcja: elektrycznie) | przy 2. drzwiach, odkładana ręcznie (opcja: elektrycznie)                                                               | przy 2. drzwiach, odkładana ręcznie (opcja: elektrycznie)                                                               | przy 2. drzwiach, odkładana ręcznie (opcja: elektrycznie)                                                                                                  | przy 2. drzwiach, odkładana ręcznie (opcja: elektrycznie)                                                                                                  | przy 2. drzwiach, odkładana ręcznie (opcja: elektrycznie) |
| Liczba miejsc siedzących (maks.)   |                  | 51 + 1                                                                                                 | 55 + 1                                                                                                 | 51 + 1                                                                                                 | 58 + 1                                                                                                 | 51 + 1 | 51 + 1                                                                                                 | 53 + 1 | 47 + 6 (uchylne) + 1 | 49 + 1 | 49 + 1 | 47 + 1 | 53 + 1 | 52 + 1 |
| Liczba miejsc pasażerskich (maks.) |                  | 157 + 1                                                                                                | 181 + 1                                                                                                | 157 + 1                                                                                                | 157 + 1                                                                                                | 147 + 1 | 140 + 1                                                                                                | 138 + 1 | 157 + 1 | 157 + 1 | 147 + 1 | 140 + 1 | 140 + 1 | 138 + 1 |
| Szyberdachy                        |                  | elektryczne                                                                                            | elektryczne                                                                                            | elektryczne                                                                                            | elektryczne                                                                                            | elektryczne | elektryczne                                                                                            | elektryczne | manualne (opcja: elektryczne) | manualne (opcja: elektryczne)                                                                                           | manualne (opcja: elektryczne)                                                                                           | manualne (opcja: elektryczne) | manualne (opcja: elektryczne) | manualne (opcja: elektryczne) |
| Wentylatory                        |                  | dwukierunkowe (nadmuchowo-wyciągowe)                                                                   | dwukierunkowe (nadmuchowo-wyciągowe)                                                                   | dwukierunkowe (nadmuchowo-wyciągowe)                                                                   | dwukierunkowe (nadmuchowo-wyciągowe)                                                                   | dwukierunkowe (nadmuchowo-wyciągowe) | dwukierunkowe (nadmuchowo-wyciągowe)                                                                   | dwukierunkowe (nadmuchowo-wyciągowe) | dwukierunkowe (nadmuchowo-wyciągowe) | dwukierunkowe (nadmuchowo-wyciągowe)                                                                                    | dwukierunkowe (nadmuchowo-wyciągowe)                                                                                    | dwukierunkowe (nadmuchowo-wyciągowe) | dwukierunkowe (nadmuchowo-wyciągowe) | dwukierunkowe (nadmuchowo-wyciągowe) |
| Ogrzewanie                         |                  | grzejniki konwektorowe wzdłuż całej długości pojazdu; nagrzewnice 2-stopniowe                          | grzejniki konwektorowe wzdłuż całej długości pojazdu; nagrzewnice 2-stopniowe                          | grzejniki konwektorowe wzdłuż całej długości pojazdu; nagrzewnice 2-stopniowe                          | grzejniki konwektorowe wzdłuż całej długości pojazdu; nagrzewnice 2-stopniowe                          | grzejniki konwektorowe wzdłuż całej długości pojazdu; nagrzewnice 2-stopniowe                                                                                 | grzejniki konwektorowe wzdłuż całej długości pojazdu; nagrzewnice 2-stopniowe                          | grzejniki konwektorowe wzdłuż całej długości pojazdu; nagrzewnice 2-stopniowe | grzejniki konwektorowe wzdłuż całej długości pojazdu; nagrzewnice 2-stopniowe | grzejniki konwektorowe wzdłuż całej długości pojazdu; nagrzewnice 2-stopniowe                                           | grzejniki konwektorowe wzdłuż całej długości pojazdu; nagrzewnice 2-stopniowe                                           | 1) Nagrzewnice elektryczne 1-stopniowe; 2) Ogrzewanie wodne, elektryczny nagrzewacz wody TJ40.3 o mocy 40 kW, grzejniki konwektorowe, dmuchawy 2-stopniowe | 1) Nagrzewnice elektryczne 1-stopniowe; 2) Ogrzewanie wodne, elektryczny nagrzewacz wody TJ40.3 o mocy 40 kW, grzejniki konwektorowe, dmuchawy 2-stopniowe | 1) Nagrzewnice elektryczne 1-stopniowe; 2) Ogrzewanie wodne, elektryczny nagrzewacz wody TJ40.3 o mocy 40 kW, grzejniki konwektorowe, dmuchawy 2-stopniowe                                        |
| Układ dodatkowego ogrzewania       |                  | 1) Spheros (Webasto); 2) Piec na biopaliwo Eberspächer, zbiornik ogrzewania                            | 1) Spheros (Webasto); 2) Piec na biopaliwo Eberspächer, zbiornik ogrzewania                            | Spheros (Webasto)                                                                                      | Spheros (Webasto)                                                                                      | 1) Spheros (Webasto); 2) Piec na biopaliwo Eberspächer, zbiornik ogrzewania                                                                                   | - | Ogrzewanie elektryczne | 1) Dodatkowy agregat grzewczy 2) Dodatkowy agregat na biopaliwo z osobnym zbiornikiem                                                                                              | Dodatkowy agregat grzewczy                                                                                              | 1) Dodatkowy agregat grzewczy 2) Dodatkowy agregat na biopaliwo z osobnym zbiornikiem                                   | - | - | - |
| Klimatyzacja                       |                  | Kabina kierowcy: z napędem elektrycznym (opcja); Przestrzeń pasażerska: z napędem mechanicznym (opcja) | Kabina kierowcy: z napędem elektrycznym (opcja); Przestrzeń pasażerska: z napędem mechanicznym (opcja) | Kabina kierowcy: z napędem elektrycznym (opcja); Przestrzeń pasażerska: z napędem mechanicznym (opcja) | Kabina kierowcy: z napędem elektrycznym (opcja); Przestrzeń pasażerska: z napędem mechanicznym (opcja) | Kabina kierowcy: z napędem elektrycznym (opcja); Przestrzeń pasażerska: z napędem mechanicznym (opcja)                                                        | Kabina kierowcy: z napędem elektrycznym (opcja); Przestrzeń pasażerska: z napędem mechanicznym (opcja) | Kabina kierowcy: z napędem elektrycznym (opcja); Przestrzeń pasażerska: z napędem mechanicznym (opcja) | Kabina kierowcy: z napędem elektrycznym (opcja); Przestrzeń pasażerska: z napędem mechanicznym lub elektrycznym (opcja)                                                            | Kabina kierowcy: z napędem elektrycznym (opcja); Przestrzeń pasażerska: z napędem mechanicznym lub elektrycznym (opcja) | Kabina kierowcy: z napędem elektrycznym (opcja); Przestrzeń pasażerska: z napędem mechanicznym lub elektrycznym (opcja) | Kabina kierowcy: z napędem elektrycznym (opcja); Przestrzeń pasażerska: z napędem mechanicznym lub elektrycznym (opcja)                                    | Kabina kierowcy: z napędem elektrycznym (opcja); Przestrzeń pasażerska: z napędem mechanicznym lub elektrycznym (opcja)                                    | Kabina kierowcy: z napędem elektrycznym (opcja); Przestrzeń pasażerska: z napędem mechanicznym lub elektrycznym (opcja)                                                                           |
| Instalacja elektryczna             |                  | Oparta na magistrali CAN-Bus                                                                           | Oparta na magistrali CAN-Bus                                                                           | Oparta na magistrali CAN-Bus                                                                           | Oparta na magistrali CAN-Bus                                                                           | Oparta na magistrali CAN-Bus | Oparta na magistrali CAN-Bus                                                                           | Oparta na magistrali CAN-Bus | Oparta na magistrali CAN-Bus | Oparta na magistrali CAN-Bus                                                                                            | Oparta na magistrali CAN-Bus                                                                                            | Oparta na magistrali CAN-Bus | Oparta na magistrali CAN-Bus | Oparta na magistrali CAN-Bus |

Solaris Urbino 18 należy do rodziny autobusów Solaris Urbino, na której oparta jest konstrukcja autobusu. Większość podzespołów jest podobnych jak w innych modelach z rodziny Urbino. Za sprawą modułowej konstrukcji autobusów, krótsze wersje mogły powstać bez gruntownych zmian w konstrukcji nadwozia oraz jednostce napędowej. Takie rozwiązanie obniża koszty produkcji oraz eksploatacji, zwłaszcza u przewoźników posiadających także autobusy Solaris o innych długościach.

### Układ napędowy

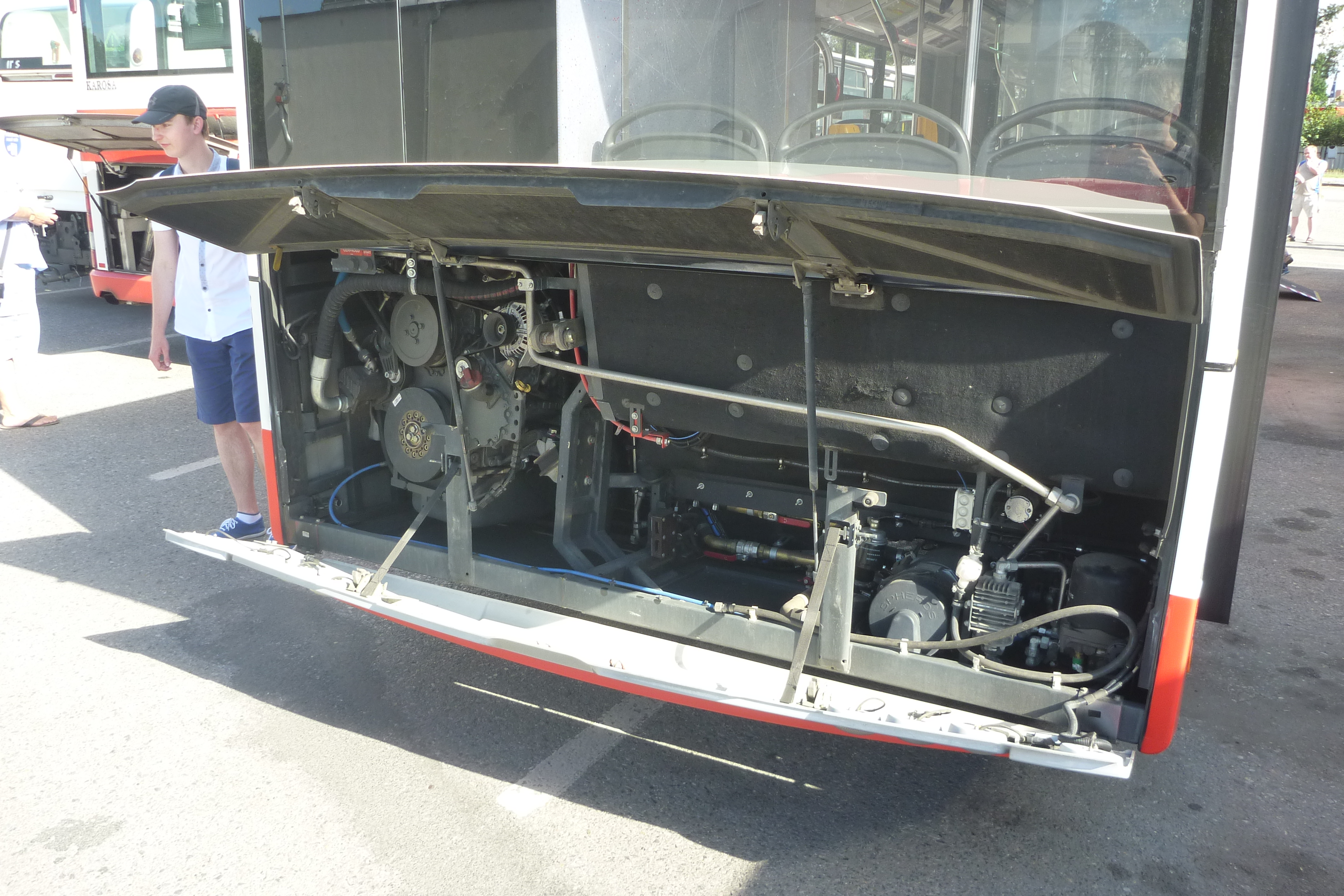
Silnik w Urbino 18

Solaris Urbino 18 w wersji z napędem konwencjonalnym może być wyposażany w jeden z dwóch sześciocylindrowych silników wysokoprężnych umieszczonych w tylnym członie autobusu w tzw. wieży silnika: DAF MX-11 240 (240 kW = 326 KM) lub mocniejszy DAF MX-11 271 (271 kW = 368 KM). Wersja gazowa CNG jest wyposażona w silniki Cummins ISLG 8.9 E6 320 (239 kW = 324 KM) lub Cummins ISLG 6C 320 (239 kW = 324 KM). Wszystkie silniki spełniają normę emisji spalin Euro 6. Silnik jest zblokowany z automatyczną skrzynią biegów typu Voith DIWA 6 (dawniej także DIWA 5) lub ZF EcoLife. Napęd przenoszony jest na tylną oś ZF AV 133. W przypadku wersji hybrydowej w IV generacji wykorzystywany jest napęd szeregowy firmy BAE Systems (patrz: sekcja Solaris Urbino 18 Hybrid). Solaris Urbino 18 electric wykorzystuje centralny silnik asynchroniczny o mocy 240 kW (326 KM).
Dawniej Solaris montował także silniki produkcji DAF, MAN i Iveco.
Zbiornik paliwa w IV generacji Urbino 18 został umieszczony nad nadkolami osi wleczonej. Ma pojemność 360 l. Stosowany jest dodatek do paliwa AdBlue, który trafia do zbiornika o pojemności 50 l.

### Podwozie
Solaris Urbino 18 jest autobusem dwubryłowym, trójosiowym. Przegub znajduje się pomiędzy drugą a trzecią osią. Pierwsza oś przednia (oś niezależna ZF RL 82 EC lub oś sztywna ZF RL 85 A) jest skrętna. Układ kierowniczy dostarcza przedsiębiorstwo Bosch w systemie RB Servocom. Oś wleczona (druga) jest stała (ZF AVN 132), natomiast ostatnia jest osią napędową (ZF AV 133).
Podłoga znajduje się na wysokości 320–340 mm nad powierzchnią jezdni. Dodatkowo pojazd jest wyposażony w funkcję przyklęku pozwalającą podczas postoju na obniżenie podłogi z prawej strony o około 70 mm.

### Nadwozie i wnętrze
Autobus oparty jest na nadwoziu samonośnym ze szkieletem zbudowanym ze stali odpornej na korozję. Na szkielecie zostały zamocowane panele nadwozia ze stali nierdzewnej tego samego typu oraz aluminium. Wszystkie panele boczne oraz panele nadkoli są demontowalne, co ułatwia ewentualną wymianę po uszkodzeniu wskutek kolizji. W celu ułatwienia serwisowania autobusów zastosowano otwory inspekcyjne i klapy, które pozwalają na łatwy dostęp do najważniejszych elementów pojazdu.
Wejście na pokład umożliwiają trzy lub cztery pary drzwi montowanych w systemie odskokowo-przesuwnym lub otwierane do wewnątrz. Mogą być montowane, w zależności od życzenia klienta, w układzie 1-2-2, 2-2-2, 1-2-2-2 lub 2-2-2-2. Przy drugich drzwiach znajduje się ręczna (w wyposażeniu opcjonalnym z napędem elektrycznym) rampa pozwalająca na wjazd wózkami inwalidzkimi lub dziecięcymi. Naprzeciwko drugich drzwi znajduje się platforma dla niepełnosprawnych i wózków dziecięcych. Opcjonalnie może być druga przestrzeń dla wózków przy trzecich drzwiach, w drugim członie pojazdu. W przestrzeni tej znajdują się także miejsca stojące oraz siedzenia uchylne. Łącznie w autobusie znajduje się do 47 miejsc siedzących + 6 miejsc uchylnych (w wersji z silnikiem Diesla). Dokładny układ siedzeń zależy od indywidualnych wymagań zamawiającego.

## Konstrukcje oparte na modelu Solaris Urbino 18

### Solaris Trollino 18
Pod koniec 2001 r., po udanych próbach z pierwszym trolejbusem Solaris Trollino 12, Solaris zaprezentował pierwszy przegubowy 18-metrowy trolejbus Solaris Trollino 18. Wykorzystano osprzęt elektryczny marki Ganz Transelectro z Budapesztu. Źródło napędu stanowił asynchroniczny silnik elektryczny prądu zmiennego o mocy 165 kW. Do sterowania silnikami elektrycznymi zastosowano przekształtniki IGTB. Trolejbusy tego typu dostarczono m.in. do Rygi, Tallina, Winterthuru, Rzymu, czy też La Chaux-de-Fonds.
Wraz z wprowadzeniem III generacji autobusów Solaris Urbino 18, udoskonalono także wersję Trollino 18. Wprowadzono napędy czeskiego Cegelecu lub polskiego przedsiębiorstwa Medcom. Niektóre egzemplarze, na życzenie klienta, wyposażano w baterie lub silniki Diesla pozwalające na pokonanie do 5 km bez trakcji. W 2014 r. 12 sztuk przegubowych Trollino 18 trafiło do Lublina. Były to pierwsze przegubowe trolejbusy w Polsce. Kolejnych 16 sztuk, już należące do IV generacji zamówiło PKT Gdynia na początku 2018 r.
W 2016 r. łotewska spółka Rīgas Satiksme zamówiła 10 egzemplarzy przegubowych trolejbusów Solaris w przedłużonej wersji Trollino 18,75. Nietypowym elementem wyposażenia jest wodorowe ogniwo paliwowe, dzięki którym trolejbus może pokonać nawet 100 km bez dostępu do sieci trakcyjnej, co nie jest możliwe przy użyciu samych baterii trakcyjnych. W maju 2017 pierwszy egzemplarz przeszedł testy na ulicach Gdyni.
Na bazie nadwozia III generacji Trollino 18 z własnym napędem trolejbusy produkuje Škoda Transportation jako Škoda 27Tr Solaris. W grudniu 2017 r. do słowackiej Żyliny dostarczono pierwsze trolejbusy tego typu oparte na nadwoziu Urbino IV generacji.

### Solaris Urbino 18 CNG i Solaris Urbino 18 LE CNG

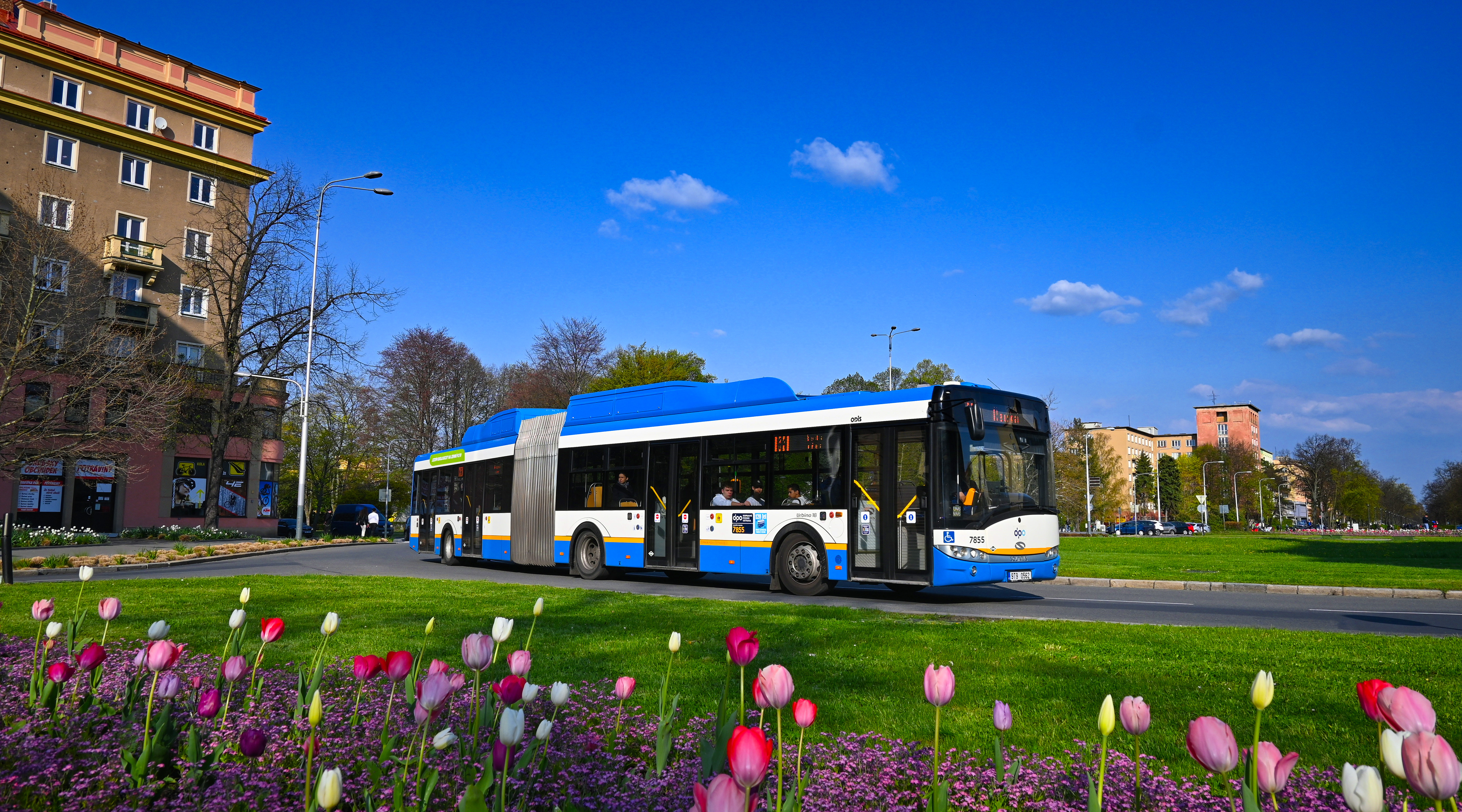
Solaris Urbino 18 CNG III generacji w Ostrawie

Pierwsze autobusy z napędem na gaz CNG Solaris wyprodukował w 2004 r. i należały one do II generacji Urbino. Od 2006 dostępna jest odmiana modelu przegubowego z napędem gazowym – Solaris Urbino 18 CNG. Napęd stanowił silnik Iveco Cursor 8 o mocy 234 kW (318 KM). Butle z gazem o pojemności 1284 lub 1498 l umieszczono na dachu pojazdu. Napęd przenosiła skrzynia biegów marki Voith DIWA 5 lub ZF Ecolife. W późniejszym czasie zastąpiono te jednostki napędowe silnikami firmy Cummins. Pierwszy, prototypowy egzemplarz Urbino 18 CNG trafił do Lublina w listopadzie 2006 r., natomiast w październiku 2009 r. został on sprzedany do Radomia. W 2014 r. MPK Radom zakupiło kolejnych 8 sztuk autobusów tego typu. Jest to jedyny polski przewoźnik, w którego flocie znajdują się autobusy Solaris Urbino 18 CNG w wersji niskopodłogowej. Za granicą można je spotkać także m.in. na ulicach Ostrawy, Uścia nad Łabą, Chomutova, Västerås i Strasburga.
W 2011 r. powstała również wersja niskowejściowa – Solaris Urbino 18 CNG LE, głównie przeznaczony na rynki skandynawskie. Produkcja zakończyła się jednak na prototypowym egzemplarzu, który został później zakupiony przez PKM Tychy.
Autobusy Solaris Urbino 18 CNG są także dostępne w IV generacji Urbino. Zmieniono nieco konstrukcję pojazdu. Dostępne są silniki Cummins o mocy 239 kW ze skrzynią biegów Voith DIWA 6 lub ZF Ecolife. Zbiorniki na gaz są dostępne w trzech opcjach: 5 × 315 = 1575 l, 5 × 340 = 1700 l lub 5 × 375 = 1875 l. Pierwsze tego typu pojazdy zostały zamówione w 2016 r. przez paryski RATP.

### Solaris Urbino 18 hybrid i Solaris Urbino 18 plug-in hybrid
Jesienią 2006 na targach w Hanowerze odbyła się światowa premiera autobusu Solaris Urbino 18 Hybrid z napędem hybrydowym. Jest to pierwszy na świecie autobus z napędem hybrydowym w produkcji seryjnej. Model hybrydowy powstał dzięki współpracy ośrodka badawczego Solaris z przedsiębiorstwami Allison Transmission i Cummins mającymi już doświadczenie w konstrukcji tego rodzaju napędu na rynku północnoamerykańskim. Autobus wykorzystuje dwa silniki – tradycyjny, spalinowy silnik Diesla o mocy 284 kW (386 KM) oraz elektryczny. W czasie, gdy pobór mocy jest najmniejszy, autobus porusza się w trybie bezemisyjnym. W trakcie ruszania, czy też większego zapotrzebowania na moc (np. podczas wyjazdu na wzniesienie), uruchamia się silnik spalinowy. Autobusy tego typu trafiły m.in. do Drezna, Poznania, Sosnowca, Lipska i Bochum. W połowie 2008 dokonano znacznej modernizacji modelu Solaris Urbino 18 Hybrid, po której producent określa go jako pojazd drugiej generacji. Zmiany dotyczą głównie układu napędowego, w którym zastosowano trzy alternatywne wersje napędu hybrydowego: najpopularniejszy napęd Alisson Transmission II generacji w układzie szeregowym; układ równoległy przedsiębiorstwa Vossloh Kiepe lub szeregowy z użyciem technologii Voith. Wszystkie modele są dostępne z silnikami Diesla firmy Cummins. Zastosowanie napędu hybrydowego pozwala na zmniejszenie emisji spalin oraz zużycia paliwa o 20–25%, a także zmniejszyć poziom hałasu.
W autobusach Urbino 18 hybrid IV generacji zrezygnowano z dotychczasowych napędów stosowanych w autobusach hybrydowych tego producenta i zastosowano układ hybrydowy marki BAE Systems. Dzięki takiemu rozwiązaniu możliwe jest ujednolicenie napędu z krótszym modelem hybrydowym – Urbino 12 hybrid. 
W 2020 r. do oferty producenta włączono model Solaris Urbino 18 plug-in hybrid. Pojazd ten opiera się na rozwiązaniach z modelu Urbino 18 hybrid IV generacji, jednak dzięki zastosowaniu większych baterii oraz możliwości ładowania ich poprzez złącze plug-in, zwiększono udział napędu bateryjnego w napędzaniu autobusu. W trybie bezemisyjnym (bazując tylko na napędzie elektrycznym) może pokonać do 10 km. W pojeździe zastosowano silnik wysokoprężny Cummins o pojemności 6,7 l i mocy 220 kW (299 KM) oraz silnik elektryczny BAE o mocy 160 kW (218 KM). 
|                                                  | III generacja                  | III generacja                                                                                  | III generacja                               | IV generacja                                  |
| Producent i oznaczenie napędu                    | Allison EP50                   | Vossloh Kiepe                                                                                  | VoithDIWA hybrid                            | BAE Systems HybriDrive                        |
| ------------------------------------------------ | ------------------------------ | ---------------------------------------------------------------------------------------------- | ------------------------------------------- | --------------------------------------------- |
| Typ napędu                                       | równoległy                     | szeregowy                                                                                      | równoległy                                  | szeregowy                                     |
| Silnik spalinowy                                 | Cummins ISB6.7 250H (180,5 kW) | Cummins ISB6.7 285H (209 kW)                                                                   | Cummins ISB6.7 250H (180,5 kW)              | Cummins ISB 6,7 CE6 300 H (157 kW)            |
| Jednostka napędowa elektryczna                   | Allison EV50                   | Silnik Kiepe ASM 240 kW; Generator Vossloh Kiepe SG500.45                                      | Silnik/generator Voith 150 kW               | Silnik trakcyjny (200 kW), generator (200 kW) |
| Układ magazynowania energii                      | baterie NiMH                   | superkondensatory 125 V, baterie Vossloh Kiepe ESM 201, rezystor hamowania, kontener trakcyjny | superkondensatory 125 V, kontener trakcyjny | superkondensatory                             |
| Dodatkowe ładowanie baterii przez złącze plug-in | Nie                            | Tak                                                                                            | Nie                                         | Nie                                           |

### Solaris Urbino 18,75

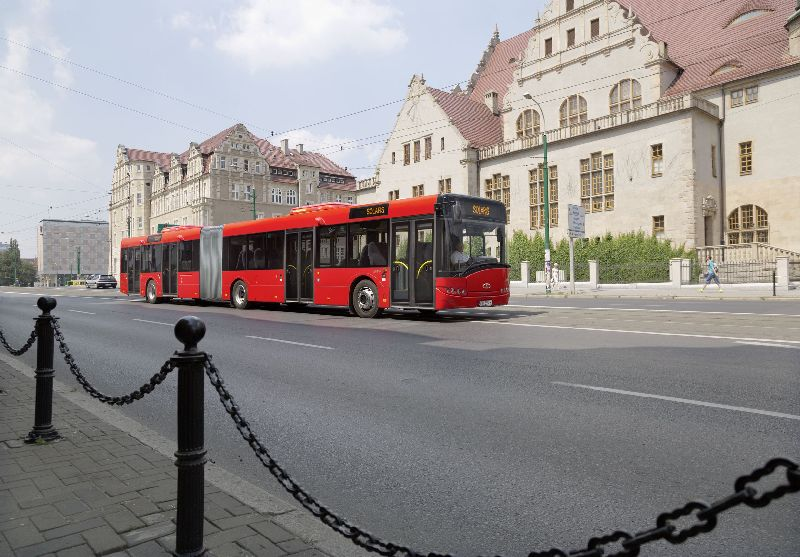
Solaris Urbino 18,75

W 2012 r. Solaris zaprezentował przedłużoną wersję Urbino 18 – Solaris Urbino 18,75. Konstrukcja nie została mocno zmieniona, tylny człon oraz układ napędowy pozostał taki sam. Dodatkowy moduł znalazł się pomiędzy drugimi drzwiami a nadkolem osi wleczonej. Dzięki takiemu rozwiązaniu zwiększono liczbę miejsc siedzących o cztery, a także zwiększono przestrzeń dla osób stojących. W przedłużonej wersji są także produkowane autobusy z napędem elektryczno-wodorowym i trolejbusy Solaris Trollino w wersji nadwozia MetroStyle. Pierwsze 5 egzemplarzy Urbino 18,75 z klasycznym napędem na silnik Diesla trafiło do niemieckiego Hagen. Jeden Solaris Urbino 18,75 jeździ także od 2013 r. w Polsce w barwach SPAD w Szczecinie.

### Solaris Urbino 18 electric i Solaris Urbino 18,75 electric
W 2014 r. podczas targów InnoTrans w Berlinie miała miejsce premiera przegubowego autobusu elektrycznego Solaris Urbino 18. Konstrukcję oparto na III generacji modelu Urbino 18 oraz na doświadczeniach producenta z krótszymi autobusami w pełni elektrycznymi (Urbino 8,9 LE electric i Urbino 12 electric). Napęd stanowi jeden centralny silnik asynchroniczny o mocy 240 kW (326 KM), który umieszczono w drugim członie pojazdu. Baterie o mocy 90 kWh umieszczono na dachu autobusu za specjalnymi maskownicami. Ładowanie prototypowego egzemplarza odbywa się za pomocą systemu ładowarek indukcyjnych Bombardier Primove. Na życzenie klienta możliwe było także zastosowanie pantografu lub złącza typu plug-in. W autobusie zastosowano także osprzęt elektryczny firm Kiepe Electric oraz Medcom. Pierwsze cztery egzemplarze zamówił przewoźnik z Brunszwiku.
W 2014 r. Solaris dostarczył dwie sztuki autobusów elektrycznych Urbino 18,75 electric dla przewoźnika Hochbahn z niemieckiego Hamburga. W celu wydłużenia pokonywanego dystansu bez ładowania, w autobusach tych, oprócz silnika elektrycznego, zastosowano wodorowe ogniwo paliwowe o mocy 101 kW. Dzięki temu autobus może pokonywać do 300 km bez ładowania. To pierwszy pojazd wykorzystujący wodór jako paliwo wyprodukowany w Polsce.
Jesienią 2017 r. na targach Busworld w Kortrijk miała miejsce premiera autobusu Solaris Urbino 18 electric IV generacji. Większość rozwiązań technicznych zaczerpnięto z poprzedniej generacji Urbino 18 electric. Zastosowano baterie nowszej generacji Solaris High Energy. Autobus może przewieźć do 135 osób. W Polsce zamówienia na tego typu pojazdy spłynęły m.in. z Krakowa, Jaworzna, Katowic. Jeden egzemplarz trafił także na trzyletnie testy do MZA Warszawa. Solaris pozyskał także zamówienie na 25 tego typu autobusów dla przewoźnika z Brukseli.

### Solaris Urbino 18 hydrogen
We wrześniu 2022 r. Solaris zaprezentował model przegubowego autobusu miejskiego napędzanego wodorem – Solaris Urbino 18 hydrogen. Autobus może pomieścić do 140 pasażerów i jest napędzany ogniwem paliwowym. Dzięki zabudowie butli wodorowych i baterii na dachu pojazdu oraz zastosowaniu napędu modułowego, powiększono przestrzeń pasażerską, likwidując „wieżę” komory silnika. 

### Solaris Urbino 18 MetroStyle

#### Solaris Urbino 18 Hybrid MetroStyle
W 2010 r. Solaris zdobył kontrakt na dostawę hybrydowych autobusów przegubowych dla francuskiego przewoźnika Transdev dla systemu bus rapid transit w Paryżu. Autobusy zaprezentowano w 2011 r. Zyskały one zupełnie nowy design nawiązujący do rodziny tramwajów Solaris Tramino, z tego też względu nazwano nowy autobus Urbino 18 Hybrid MetroStyle. Zastosowano szybę przednią z dolną krawędzią w kształcie jednej linii, a także zupełnie nowe światła przednie. Dynamiczny wygląd nadaje pochylona ściana przednia oraz osłony zasłaniające koła autobusu. Zmiany przeszła również ściana tylna – światła umieszczono pionowo, a tylna szyba ma kształt schodzący do litery V. Zastosowano układ drzwi 1-2-2-2, dzięki czemu możliwe było przeniesienie nieco fotela kierowcy w prawą stronę. Zastosowano także innowacyjny system wspomagający kierowcę podczas manewrowania autobusem. Autobusy Solaris Urbino 18 Hybrid MetroStyle są także eksploatowane m.in. w mieście Saint-Denis na francuskiej wyspie Reunion na Oceanie Indyjskim. Jest to najdalej położone miejsce od Bolechowa, gdzie eksploatowane są autobusy marki Solaris.

#### Solaris Trollino 18 MetroStyle i Trollino 18,75 MetroStyle
Pierwsze trolejbusy Solaris Trollino 18 MetroStyle trafiły w liczbie 10 sztuk w 2012 r. do austriackiego Salzburga. W przypadku trolejbusów w tym wariancie nadwozia, oprócz nazwy MetroStyle, stosuje się także nazwę Solaris Trollino 18 Tram-Look. W 2012 r. podpisano umowę na dostawę kolejnych 26 trolejbusów dla Salzburga, a dostawy zakończyły się w 2016 r. Wśród ostatniej partii znalazł się m.in. tysięczny trolejbus marki Solaris. Pod koniec 2014 r. Solaris wygrał przetarg na dostawę 4 innowacyjnych trolejbusów o długości 18,75 m dla niemieckiego Esslingen. Na ulice wyjechały w 2016 r. 

#### Solaris Urbino 18 MetroStyle
Pierwsze autobusy Urbino 18 MetroStyle z napędem na silnik Diesla trafiły w liczbie 8 sztuk do MPK Kraków we wrześniu 2014 r. Zostały one skierowane do obsługi linii nr 164, 179 i 509. Autobusy z napędem konwencjonalnym w wersji MetroStyle zostały dostarczone także do Burgas oraz Marrakeszu.

## Eksploatacja i sprzedaż
Wartość autobusu Solaris Urbino 18 zależy od wielu czynników, m.in. wyposażenia dodatkowego, wielkości zamówienia i jego sposobu finansowania, a przede wszystkim rodzaju zastosowanego napędu. W wersji standardowej z napędem na silnik wysokoprężny koszt jednego autobusu to ok. 1 300 000 – 1 600 000 złotych. Wersja z napędem gazowym CNG kosztuje ok. 2 mln zł. W przypadku wersji w pełni elektrycznej jeden pojazd jest warty ok. 2,5 – 3 mln zł, natomiast Urbino 18 Hybrid kosztuje ok. 2 mln. Podobną wartość ok. 2 mln złotych ma trolejbus Solaris Trollino 18.
Autobusy Solaris Urbino 18 oraz modele pochodne trafiły w sumie do niemal 100 odbiorców zarówno na rynku krajowym, jak i zagranicznym. Solaris Urbino 18 jest to drugi co do popularności model w historii firmy Solaris Bus & Coach. Większą sprzedaż osiągnął jedynie model Urbino 12. Poniżej znajdują się opisy eksploatacji w miastach, w których autobusy Solaris Urbino 18 są eksploatowane w największych ilościach.

### Warszawa
Pierwsze duże zamówienie na autobusy Solaris Urbino 18 spłynęło z MZA Warszawa w 2004 r. Zgodnie z podpisaną umową Solaris dostarczył 80 autobusów przegubowych III generacji w 2005 r. Skierowano je do zajezdni Ostrobramska i Woronicza. W 2006 r. ogłoszono kolejny przetarg na 150 autobusów, w tym 100 przegubowych. Solaris wygrał z Mercedesem oferującym autobusy typu O345 G Conecto, dzięki czemu w 2007 r. dostarczono 100 nowych Urbino 18. Zasiliły one zajezdnię Woronicza, natomiast wszystkie Urbino 18 z pierwszej dostawy przesunięto na Ostrobramską. Kolejny przetarg na 150 autobusów, w tym 80 przegubowych, ogłoszono w 2008 r. Ponownie zwycięzcą okazał się Solaris. Tym razem pojazdy trafiły do zajezdni Redutowa i Stalowa. Rok później do Warszawy dotarło kolejnych 20 sztuk, a w 2010 r. – 42. Ponadto w 2010 r. do obsługi linii w Warszawie 50 nowych autobusów zamówił prywatny przewoźnik Mobilis. W 2010 r. ogłoszono kolejny przetarg na 168 autobusów, w tym 108 przegubowych. Wygranym okazał się Solaris, dzięki czemu na ulice Warszawy wyjechało kolejnych 104 Urbino 18 z klasycznym napędem oraz 4 hybrydowe Urbino 18 Hybrid z napędem firmy Alisson Transmission. Jest to największy wygrany przez firmę Solaris przetarg na autobusy w Polsce. Wszystkie pojazdy trafiły do zajezdni na Woronicza. W 2017 r. na ulice Warszawy wyjechał pierwszy w pełni elektryczny Solaris Urbino 18 electric IV generacji. Jest to pojazd testowy należący do firmy Solaris wypożyczony przez MZA na trzyletnie testy. W marcu 2019 r. Solaris wygrał przetarg, a w lipcu podpisano umowę, na mocy której podpoznański producent dostarczy do Warszawy 130 autobusów elektrycznych Solaris Urbino 18 electric. Był to największy ówczesny przetarg na autobusy elektryczne w Europie. Łącznie dla Warszawy wyprodukowano niemal 500 szt. pojazdów z rodziny Urbino 18.

### Kraków
Pierwsze autobusy Solaris Urbino 18 zostały dostarczone do MPK Kraków w drugiej połowie 2005 r. Pierwsze zamówienie obejmowało jedynie 6 sztuk. Kolejnych 20 pojazdów pojawiło się na ulicach Krakowa w 2006 i 2007 r. Rok później w Krakowie pojawił się prywatny przewoźnik Mobilis, który do obsługi części tras skierował autobusy Solaris Urbino 18 w charakterystycznych żółtych barwach (zamiast krakowskich biało-niebieskich). Pojazdy te zniknęły z ulic Krakowa w 2013 r., gdyż wygasła umowa pomiędzy miastem a Mobilisem, a do kolejnych kontraktów firma przystąpiła z autobusami innych producentów. Kolejnych 5 sztuk autobusów dotarło do MPK w grudniu 2009 r. W 2011 r. ogłoszono przetarg na dostawę 100 autobusów, w tym 73 przegubowych. Zwycięzcą okazał się Solaris. Dostawy tych autobusów trwały od 2011 do 2014 r. Ostatnich 8 sztuk miało nowocześniejszy design, należały do modelu Urbino 18 Metrostyle. Pod koniec 2014 r. zakupiono jeden używany autobus Solaris Urbino 18 Hybrid z 2010 r. (dotychczasowy model testowy). W 2016 r. MPK Kraków zakupiło 12 sztuk nowych autobusów Urbino 18 Hybrid, jeszcze III generacji. W 2016 r. MPK podpisało z Solarisem umowę na dostawę 77 szt. Urbino 18 IV generacji. Dostawy miały miejsce w 2017 r. Ponadto dostarczono 3 sztuki Urbino 18 electric, a Kraków stał się pierwszym odbiorcą autobusów tego typu w nowej odsłonie. Jeden z nich jest jednocześnie 15 000 wyprodukowanym Solarisem na świecie.

### Berlin
Pierwsze autobusy Solaris Urbino 12 były testowane w Berlinie w 2002 r. Testy zakończyły się pomyślnie, w związku z czym BVG podjęło decyzję o zakupie 10 przegubowych Solarisów Urbino 18 II generacji. Na ulice Berlina autobusy wyjechały w 2003 r. Wyjątkowym wyposażeniem dla Berlina była rampa dla wózków inwalidzkich i dziecięcych w przednich, a nie środkowych drzwiach. Z tego powodu zwiększono także szerokość przejścia między nadkolami do 880 mm. W 2004 r. Solaris pozyskał duże zamówienie na dostawę 130 przegubowych autobusów III generacji z opcją na 130 kolejnych. W wyniku tego na ulicach Berlina pojawiło się 260 nowych, niskopodłogowych autobusów Solaris Urbino 18. W lipcu 2016 r. jeden z warszawskich Solarisów Urbino 18 pojechał do Berlina w ramach wymiany z okazji 25-lecia partnerstwa Warszawy i Berlina. W tym czasie w Warszawie jeździł piętrowy MAN Lion’s City DD z Berlina.

### Ateny
Na początku 2008 r. miejski przewoźnik autobusowy z Aten E.THE.L ogłosił przetarg na dostawę 320 autobusów miejskich – 220 klasy midi i 100 klasy maxi. Spośród konkurencji wyłoniono dostawcę jako firmę Solaris i w lipcu 2008 r. podpisano umowę. Wartość kontraktu to ponad 80 mln euro. Dostawy autobusów zakończono pod koniec 2009 r. Jest to największe jednorazowe zamówienie na autobusy firmy Solaris.

### Dubaj
Pod koniec 2006 r. Dubai Roads & Transport Authority ogłosiło przetarg na dostawę 620 autobusów miejskich. W jednej części, obejmującej 225 pojazdów zwyciężył Solaris. W wyniku tego kontraktu producent dostarczył 150 przegubowych autobusów Urbino 18 III generacji (pozostałe 75 szt. to Urbino 12). Dostawy autobusów rozłożono w czasie na końcówkę 2007 i pierwszą połowę 2008 r. Nowością w autobusach dla RTA była wydajniejsza klimatyzacja, systemy chroniące silnik przed burzą piaskową. Zastosowano także specjalne kurtyny chłodnego powietrza, które mają zapobiegać nagrzaniu wnętrza po otwarciu drzwi.